# Гляну в поле, гляну в небо

«Гляну в поле, гляну в небо…» — стихотворение русского поэта Сергея Есенина (1895—1925), написанное, согласно авторской помете, 15 августа 1917 года. Издано впервые в 1918 году во втором сборнике «Скифы» в Петрограде. 

## Публикации
Опубликовано во втором (1918) выпуске сборника «Скифы», на 173 странице.
Следующие прижизненные публикации
газета «Знамя борьбы» (Петроград, 1918, 28 апреля, № 35); сборник «Голубень» 1918, 1920 годов; Есенин Сергей Александрович. Собрание стихов и поэм. Том первый, Берлин—Пб.—М., изд. З. И. Гржебина, 1922.
Академическое издание
Есенин С. А. «Гляну в поле, гляну в небо…» // Есенин С. А. Полное собрание сочинений: В 7 т. — М.: Наука; Голос, 1995—2002. Т. 1. Стихотворения. — 1995. — С. 112. Электронная публикация: ФЭБ. Адрес ресурса: http://feb-web.ru/feb/esenin/texts/es1/es1-112-.htm

## История создания
Автограф[что?] неизвестен. В набранном экземпляре берлинского «Собрания стихов и поэм» (1922) помечено 1916 годом.
В «Скифах» (1918) стоит помета: «Успенье 1917 г.». Успение Божией Матери, один из наиболее чтимых на Руси праздников, отмечается православной церковью 15 (28) августа.

## Сюжет
Стихотворение — отображение поэтического космоса Поэта.
Небо у Сергея Есенина, как отмечают исследователи Пименовы, отображается как поле, где колосятся и зреют хлеба («Закинь его в небо, Поставь на столпы! Там лунного хлеба Златятся снопы», Отчарь; «Радуйся, Сионе, Проливай свой свет! Новый в небосклоне Вызрел Назарет», Инония), как нива («Плечьми трясем мы небо, Руками зыбим мрак И в тощий колос хлеба Вдыхаем звездный злак», Октоих) и как пажить («Коромыслом серп двурогий Плавно по небу скользит». Пряный вечер. Гаснут зори…). Душа на земле — гостья, её место жительства — поля, нивы небесные («Душа грустит о небесах, Она нездешних нив жилица. Люблю, когда на деревах Огонь зелёный шевелится». Есенин. Душа грустит о небесах…).
Единством церковного, возвышенного и приземленного крестьянского бытия («пропащего мужика») начинается стихотворение:

Гляну в поле, гляну в небо,

И в полях и в небе рай.
 
Стихотворение неотъемлемо связано с народном месяцесловом, двоеверием. И. А. Суздальцев приводит стихотворение как пример отражения «народного православия в раннем творчестве Сергея Есенина».
Православный праздник Успенье именовался на Руси Оспожинками, Спожинками, Дожинками и т. п., поскольку совпадал с порой окончания жатвы. В Успенье устраивались гулянья; где начинались осенние хороводы, а где считалось началом бабьего лета.

Снова тонет в копнах хлеба

Незапаханный мой край. 
Российский литературовед, специалист по творчеству С. А. Есенина, доктор филологических наук Ольга Ефимовна Воронова пишет:

Словно в Божественной литургии, вечное здесь вновь и вновь переживается в своем первоначальном становлении, «вспоминается», мирское «пресуществляется» в священное, отражаясь в надвременных и надбытийных сферах:
Снова в рощах непасеных
Неизбывные стада,
И струится с гор зеленых

Златоструйная вода.
Завершающая строфа («О, я верю — знать, за муки // Над пропащим мужиком // Кто-то ласковые руки // Проливает молоком») О. Е. Вороновой описывается так:
Крестьянский быт вовлекается вместе с землепашцем в великую природную литургию; крестный путь зерна — колоса — хлеба повседневно напоминает ему о страстях Христовых, а благосклонность природных стихий — о заступничестве Богородицы